# Heinz Bigler (1925)
Heinz Bigler (21 december 1925 - 20 juni 2002) was een Zwitsers voetballer die speelde als middenvelder.

## Carrière
Bigler maakte zijn profdebuut voor FC Thun in 1946, maar vertrok kort daarna naar BSC Young Boys waar hij de rest van zijn carrière bleef spelen. Hij werd met hen landskampioen in 1957, 1958, 1959 en 1960; en won de beker in 1953 en 1958.
Hij speelde tien interlands voor Zwitserland en nam met de Zwitserse ploeg deel aan het WK voetbal 1954 in eigen land.
Na zijn spelersloopbaan trainde hij kort BSC Young Boys.

## Erelijst
- BSC Young Boys
  - Landskampioen: 1957, 1958, 1959, 1960
  - Zwitserse voetbalbeker: 1953, 1958